# Madonne di Andrea Mantegna
Questa pagina è una lista dei dipinti raffiguranti le Madonne col Bambino di Andrea Mantegna. 
| Immagine | Titolo                                                          | Data            | Tecnica                         | Supporto                  | Dimensioni in cm | Paese       | Città       | Luogo di conservazione            |
| -------- | --------------------------------------------------------------- | --------------- | ------------------------------- | ------------------------- | ---------------- | ----------- | ----------- | --------------------------------- |
|          | Adorazione dei pastori                                          | 1450-1451 circa | tempera                         | tavola trasferita su tela | 40x55,6          | Stati Uniti | New York    | Metropolitan Museum               |
|          | Madonna col Bambino e i santi Girolamo e Ludovico               | 1455 circa      | tempera                         | tavola                    | 67x43            | Francia     | Parigi      | Musée Jacquemart-André            |
|          | Presentazione al Tempio                                         | 1455 circa      | tempera                         | tavola                    | 68,9x86,3        | Germania    | Berlino     | Gemäldegalerie                    |
|          | Pala di San Zeno                                                | 1457-1459       | tempera                         | tavola                    | 480x450          | Italia      | Verona      | Basilica di San Zeno              |
|          | Madonna Butler                                                  | 1460 circa      | tempera                         | tavola                    | 44,1x28,6        | Stati Uniti | New York    | Metropolitan Museum               |
|          | Trittico degli Uffizi                                           | 1460 circa      | tempera                         | tavola                    | 76x161,50        | Italia      | Firenze     | Galleria degli Uffizi             |
|          | Madonna col Bambino dormiente                                   | 1465-1470 circa | tempera a colla                 | tela                      | 43x32            | Germania    | Berlino     | Gemäldegalerie                    |
|          | Madonna col Bambino                                             | 1480-1485       | incisione a puntasecca e bulino | carta                     | 21x22            | Austria     | Vienna      | Graphische Sammlung Albertina     |
|          | Madonna col Bambino e un coro di cherubini                      | 1485 circa      | tempera grassa                  | tavola                    | 88x70            | Italia      | Milano      | Pinacoteca di Brera               |
|          | Madonna delle Cave                                              | 1488-1490       | tempera                         | tavola                    | 32x29,6          | Italia      | Firenze     | Galleria degli Uffizi             |
|          | Sacra Famiglia con i santi Elisabetta e Giovanni Battista       | 1490 circa      | tempera a colla e oro           | tela                      | 62,9x51,3        | Stati Uniti | Fort Worth  | Kimbell Art Museum                |
|          | Madonna Poldi Pezzoli                                           | 1490-1500 circa | tempera                         | tela                      | 43x35            | Italia      | Milano      | Museo Poldi Pezzoli               |
|          | Madonna col Bambino                                             | 1490-1500 circa | tempera magra                   | tela di lino              | 43x31            | Italia      | Bergamo     | Accademia Carrara                 |
|          | Madonna col Bambino, due santi e una santa                      | 1490-1500       | tempera                         | tela                      | 57x42            | Francia     | Parigi      | Museo Jacquemart-André            |
|          | Sacra Famiglia con Gesù come Imperator mundi                    | 1490-1500 circa | tempera                         | tela                      | 71x50,5          | Francia     | Parigi      | Petit Palais                      |
|          | Adorazione dei Magi                                             | 1495 circa      | tempera                         | tavola                    | 19x25            | Stati Uniti | Los Angeles | Getty Museum                      |
|          | Sacra Famiglia con sant'Anna e san Giovannino                   | 1495-1505       | tempera                         | tela                      | 75,5x61,5        | Germania    | Berlino     | Gemäldegalerie                    |
|          | Madonna Altman                                                  | 1495-1505       | tempera a colla e oro           | tela                      | 57,2x45,7        | Stati Uniti | New York    | Metropolitan Museum               |
|          | Sacra Famiglia con una santa                                    | 1495-1505       | tempera                         | tela                      | 76x55,5          | Italia      | Verona      | Museo di Castelvecchio            |
|          | Madonna della Vittoria                                          | 1496            | tempera                         | tela                      | 280x166          | Francia     | Parigi      | Museo del Louvre                  |
|          | Pala Trivulzio                                                  | 1497            | tempera                         | tela                      | 287x214          | Italia      | Milano      | Pinacoteca del Castello Sforzesco |
|          | Madonna col Bambino tra san Giovanni Battista e Maria Maddalena | 1500 circa      | tempera                         | tela                      | 139,1x116,8      | Regno Unito | Londra      | National Gallery                  |
|          | Madonna col Bambino e santi                                     | 1500 circa      | tempera                         | tavola                    | 61,5x87,5        | Italia      | Torino      | Galleria Sabauda                  |
|          | Sacra Famiglia con san Giovannino                               | 1500 circa      | tempera                         | tela                      | 71x50,5          | Regno Unito | Londra      | National Gallery                  |
|          | Sacra Famiglia e famiglia del Battista                          | 1504-1506       | tempera a caseina e oro         | tela                      | 40x169           | Italia      | Mantova     | Basilica di Sant'Andrea           |